# 469 v. Chr.
Portal Geschichte | Portal Biografien | Aktuelle Ereignisse | Jahreskalender | Tagesartikel

◄ |
6. Jahrhundert v. Chr. |
5. Jahrhundert v. Chr. |
4. Jahrhundert v. Chr. |
►

◄ | 480er v. Chr. | 470er v. Chr. | 460er v. Chr. | 450er v. Chr. |
440er v. Chr. |
►

◄◄ | ◄ | 472 v. Chr. | 471 v. Chr. | 470 v. Chr. | 469 v. Chr. |
468 v. Chr. |
467 v. Chr. |
466 v. Chr. |
► |
►►

## Ereignisse
Archidamos II. wird einer der beiden Könige von Sparta als Nachfolger des Leotychidas II., der wegen einer Anklage wegen Bestechung aus Sparta geflüchtet und im Exil in Tegea gestorben ist.

## Geboren
- Euthydemos, griechischer Sophist († 399 v. Chr.)
- Sokrates, griechischer Philosoph († 399 v. Chr.)

## Gestorben
- 466 oder 469 v. Chr.: Leotychidas II., König von Sparta aus dem Geschlecht der Eurypontiden